# Achterdichting (Waterland)
Achterdichting is een dijk en buurtschap in de gemeente Waterland, in de Nederlandse provincie Noord-Holland.
Achterdichting is gelegen tussen Zedde en Katham tegenover het dorp Volendam. De dijk is een slaperdijk die met name de polder Katwoude-Hoogendijk moet beschermen. De polder wordt bemalen door de watermolen De Kathammer, die tegenover Katham is gelegen. In de loop van de tijd is er bewoning langs de dijk ontstaan, heel veel bewoning betreft het wel niet. Omdat het helemaal in het noorden van de polder gelegen is wordt als eigen buurtschap geduid maar soms wordt het ook bij de buurtschap Zedde gerekend, beide vallen formeel onder het dorp Katwoude. Bij Achterdichting, op de Wagenweg is er een groot motel gevestigd.

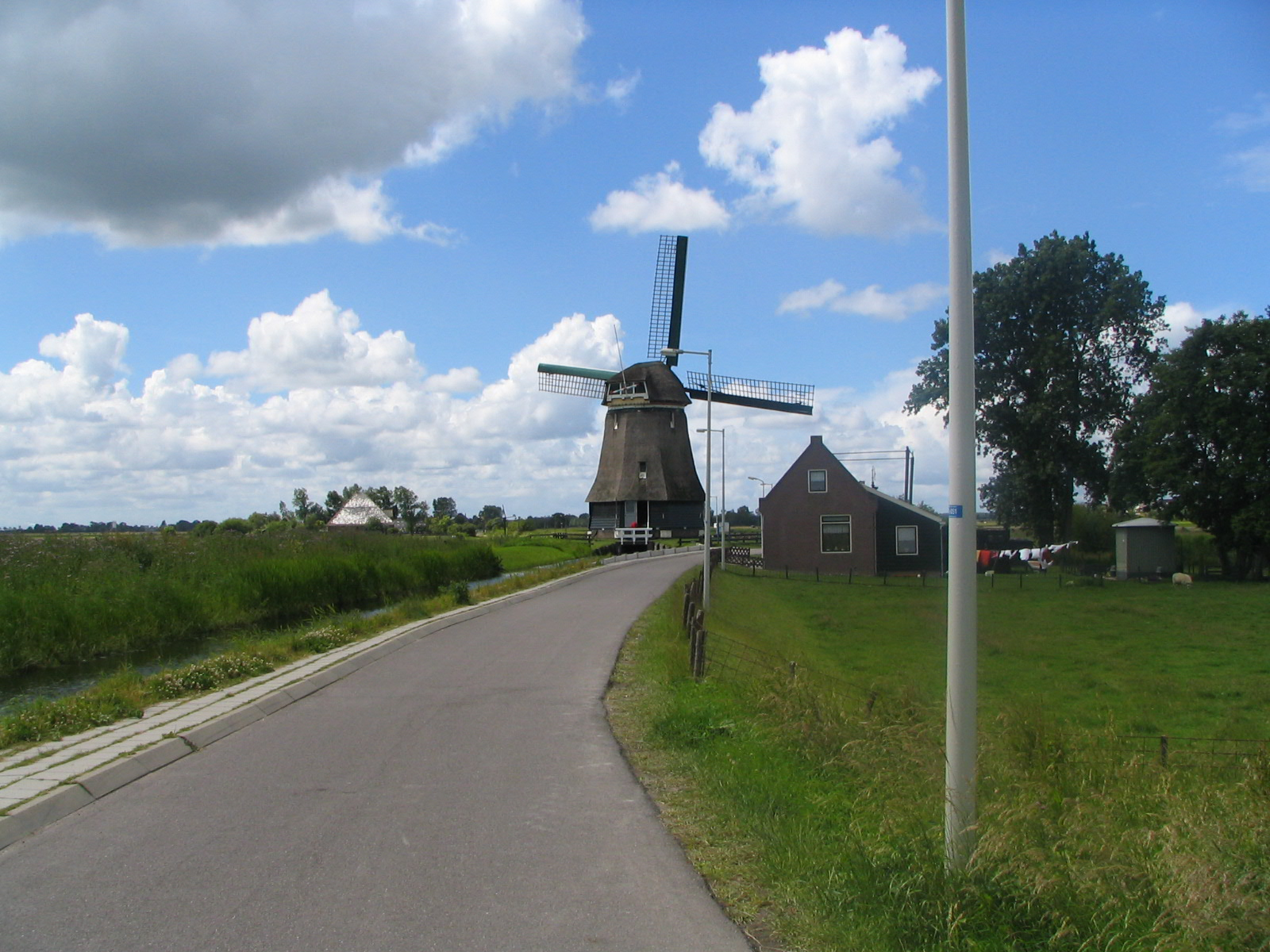
De molen met wat bewoning van Achterdichting

Stad: Monnickendam

Dorpen en gehuchten: Broek in Waterland · Ilpendam · Katwoude · Marken · Purmer (De Purmer) (deels) · Uitdam · Watergang · Zuiderwoude

Buurtschappen: Achterdichting · De Kets · Grotewerf · Havenbuurt · Het Schouw (deels) · Kerkbuurt · Minnebuurt · Moeniswerf · Overleek · Rozewerf · Wittewerf · Zedde

Noord-Holland: Steden en dorpen in Noord-Holland      Nederland: Provincies · Gemeenten